# 野埼 (給糧艦)
野埼（のさき）は、日本海軍の特務艦。雑役船南海として竣工、後に運送艦（給糧艦）に類別された。片桐大自の研究によれば、艦名は大分県佐伯湾の野埼鼻にちなむとされる。

## 計画、建造
軍需部の要望として、冷凍品や生糧品の補給と、漁場で直接買い付けた魚をその場で冷凍し供給する艦があった。
そこで昭和14年度(1939年)に小型と中型の冷凍船をそれぞれ1隻建造し、比較検討することとなった。
小型船の方はトロール船の建造経験が深い三菱重工業下関造船所で雑役船として建造され、「冷凍船」に類別された。

## 艦型
船体は3島型とし、船艙には肉、魚、野菜など合計235立方メートルの冷凍庫を設置、3,000人10日分の生糧品が冷凍庫で約2カ月間保存できた。
生糧品の揚収のために前部マストにデリックを1トン1本、3トン1本の計2本を装備した。
後部には小さい雑品倉庫があり、
後部マストにもデリックを2本装備した。
兵装は艦首に砲台を設け 8cm単装高角砲1門を装備、その他7.7mm機銃2挺も装備した。
全体として民間のトロール船や冷凍船と大きな違いはないが、海軍の補給船として兵器、補給用真水を搭載し、民間船より速力があり、乗員が多いなどの違いが出た。
中型冷凍船(後の杵崎)との比較の結果、艦型が小型すぎるとして同型艦は建造されなかった。

## 運用
1941年（昭和16年）3月の完成当時には冷凍運搬船として使われる予定であったが艦隊への食料補給などを行っていたため艦種変更を受け艦名を野埼とされた。大戦中は高雄から香港、海南島方面への補給に従事、1944年後半には護衛艦としての役割も担うようになり12月28日に沈没した。

## 艦歴
- 1939年10月18日 三菱彦島造船所で起工[5]。
- 1940年7月1日 船名：公称第4007号、船種：冷凍船（六百瓲)、所属：佐世保海軍軍需部（支那方面艦隊司令部供用）と定められる[21]。
  - 7月22日 進水[5]
  - 10月25日 船名を南海に変更[22]。
- 1941年3月18日 竣工[5]。
  - 12月 太平洋戦争に参加。南方方面等への輸送任務に従事。
- 1942年4月1日 特務艦に編入、運送艦に類別[23]、野埼（ノサキ）と命名[16]。
- 1944年12月28日 仏印バレラ岬沖(ホンコーヘ湾外[17])にて米潜水艦デイスの雷撃を受け沈没[24]。礼号作戦から帰還中の松型駆逐艦3隻（榧、杉、樫）に救助される。
- 1945年3月10日 除籍[25]。

## 特務艦長
1. 坂野正己 予備大尉：1942年4月1日[26] - 1942年11月20日[27]
2. 石井留吉 予備大尉/大尉：1942年11月20日[27] - 1943年7月20日[28]
3. 磯村留男 大尉：1943年7月20日[28] - 1944年12月28日 戦死、同日付任海軍少佐[29]